# Argumentációs szabályok
Az argumentációs szabályok olyan érvelési kritériumok, amik egy racionális vita során meghatározzák,  mi mellett és mivel lehet érvelni. Ezek négy pontban foglalhatók össze: 
1. a feleknek érveléssel indokolniuk kell saját álláspontjukat
2. a feleknek érvekkel alátámasztva kritizálniuk kell a másik érvelését
3. a feleknek csak annyit szabad felhasználni az érvelésben, amennyit a másik elkötelezettségei megengednek
4. aki olyat állít, ami nincs benne a másik elkötelezettségeinek halmazában, annak indokolnia kell állítását

Az argumentációs szabályok tehát a racionális vitában részt vevők feladatait határozzák meg a vita "argumentációs szakaszában.

## Szimmetrikus és aszimmetrikus vita
Az első és második szabály a bizonyítás kényszerét fogalmazza meg, amely azonban csak a szimmetrikus vita esetén vonatkozik mindkét félre. 
Szimmetrikus a vita, ha a két fél két egymásnak legalább részben ellentmondó állítást szegez egymásnak, és a vita abban hivatott dönteni, hogy melyik a helyes. 
Az aszimmetrikus vitában az egyik fél állít, azt állítja, hogy p, míg a másik fél nem állítja az ellenkezőjét, csak nem tartja elegendőnek vagy elfogadhatónak a bizonyítékokat, hogy miért helyes álláspont p, vagy miért kellene igaznak tartani p-t.
Az aszimmetrikus vita kivételével tehát mindkét félnek bizonyítania kell. Gyakran előforduló érvelési hiba, hogy az érvelő megpróbál kibújni a bizonyítás kényszere alól, vagy megpróbálja áttolni azt a partnerre. Példa a bizonyítás kényszerének áthárítására:

- Az autópályadíj teljesen értelmetlen!

- Miért?

- Miért, szerinted nem?! Meséld már el, kíváncsi vagyok, mi értelme van!

Az ilyen hibák jogosan kritizálhatók, szimmetrikus vita esetén mindenkire igaz az alapelv: aki állít valamit, annak bizonyítania kell. 

A második argumentációs szabály esetén a másik álláspontjának kritizálása néha azt jelenti, hogy kimutatjuk: a másik érvelése hibás, logikailag inkonzisztens, nem megfelelőek az előadott érvek és így tovább. Az ilyen kritika azonban nem mindig lehetséges.

A harmadik argumentációs szabály azt határozza meg, hogy mi tekinthető elfogadható indoknak a racionális vitában. A felek az érveikben csak olyan állításokat használhatnak fel, amelyeket a másik elfogad. A gyakorlatban feltételezzük, hogy a másik nem csak azokat az állításokat fogadja, el, amelyek mellett elköteleződik a vita során, hanem olyanokat is, amelyeket általában el szoktak fogadni, amelyeket bevett igazságoknak tekintünk. E gyakorlat hátterében az ún. második informativitási maxima áll: felesleges olyat elmondani, és olyat bizonyítani, amit mindenki tud és elfogad.

A negyedik szabály pedig azt mondja, hogy a másik által el nem fogadott állítást bevezetni a dialógusba csak érveléssel történő indoklás után lehet. 

## Érvelések kritikája
Az érvelések kritikájának egyik feladata az, hogy eldöntse melyik érvelés az erősebb. Ez azonban nem mindig elég: a vita eredeti célja ugyanis az, hogy döntésre akarunk jutni, hogy melyik álláspontot fogadjuk el. Ha az érvelés p mellett erősebb, meggyőzőbb, mint az érvelés p ellen, azaz nem-p mellett, akkor úgy tűnik, hogy a p melletti érvelést és álláspontot kell elfogadnunk. De mi a helyzet akkor, ha mind a két érvelés gyenge? Nyilván abból, hogy melyik a kevésbé gyenge érvelés, még nem derül ki, hogy melyik helyes álláspont. (Példa: Ha éjjel az eget bámulva két részeg matróz vitatkozik, és az egyik történetesen kevésbé értelmetlen dolgokat mond, mint a másik, abból még nem derül ki, hogy melyik a helyes álláspont, hogy térben és időben végtelen vagy véges a világ.) 
Az érvelések közvetlen összehasonlításán kívül van egy másik mérlegelési szempont is:  hogy megfelelnek-e az érvelések az adott témában, tárgykörben elvárt színvonalnak, megfelelnek-e az érvelések az adott témában szokásos érvelések színvonalának tartalmi és szerkezeti szempontból, illetve hogy biztosítják-e az adott témában elvárt bizonyosságot. Itt lényegében arról van szó, hogy az adott kérdésben milyen érveléseket lehet egyáltalán kidolgozni. Más jellegű érveket és más típusú érveléseket követel a ”második futamban Denevér fog győzni” megállapítás, mint a Thalész-tétel.
A kritika azonban magába foglalja a pozitív kritikát is: ebben az esetben be kell látnia az érvelőnek, hogy a másik érvelése megfelel a téma által megkövetelt szintnek és sokkal erősebb, mint a saját érvelése.

Összegezve, az érvelések kritikája három dolgot takar:
1. Az érvelési hibák feltárása a rivális érvelésben.
2. A rivális álláspontok mellett előadott érvelések összehasonlítása.
3. Az érvelések kritikája a témában elvárt, szokásos standardok alapján.

Az aszimmetrikus vitában a második kritérium nem merülhet fel.

### Internális bizonyítás és internális kritika
Meglehetősen ritkán fordul elő, hogy mindenki a saját álláspontját a másik által eleve megadott premisszák alapján bizonyítja. Ugyanakkor ez a legmeggyőzőbb bizonyítási forma. Az ilyen érvelési eljárást internális bizonyításnak nevezzük. Az internális kritika esetén az érvelő által leve elfogadott premisszák segítségével kritizáljuk az általa előadott érvelést. Az internális bizonyítás és kritika nem ad új információkat a vitához, csak azokat használja fel az álláspont bizonyításához, illetve a másik érvelésének kritikájához, amelyeket explicite vagy implicite benne vannak a másik érvelésében.
	Az externális bizonyítás és az externális kritika külső, a másik fél által még el nem fogadott új bizonyítékokat, addig fel nem hozott információkat hoz a vitába. Externális bizonyítással és kritikával a probléma új megvilágításba kerül, a felek új információkhoz jutnak.